# Catalina Castaño
Pour les articles homonymes, voir Castano.
Catalina Castaño, née le 7 juillet 1979 à Pereira, est une joueuse de tennis colombienne, professionnelle depuis 1998.
Elle a remporté un tournoi WTA en double.
Sa surface de prédilection est la terre battue.

## Palmarès

### Titre en simple dames
Aucun

### Finale en simple dames
| No | Date       | Nom et lieu du tournoi       | Catégorie | Dotation  | Surface      | Vainqueure     | Score    |          |
| -- | ---------- | ---------------------------- | --------- | --------- | ------------ | -------------- | -------- | -------- |
| 1  | 25/07/2005 | Tippmix Grand Prix, Budapest | Tier IV   | 140 000 $ | Terre (ext.) | Anna Smashnova | 6-2, 6-2 | Parcours |

### Titre en double dames
| No | Date       | Nom et lieu du tournoi   | Catégorie | Dotation  | Surface      | Partenaire           | Finalistes                        | Score            |          |
| -- | ---------- | ------------------------ | --------- | --------- | ------------ | -------------------- | --------------------------------- | ---------------- | -------- |
| 1  | 16/07/2012 | Sony Swedish Open Båstad | Intern'l  | 220 000 $ | Terre (ext.) | Mariana Duque Mariño | Eva Hrdinová Mervana Jugić-Salkić | 4-6, 7-5, [10-5] | Parcours |

### Finale en double dames
| No | Date       | Nom et lieu du tournoi           | Catégorie | Dotation  | Surface      | Vainqueures                                   | Partenaire           | Score     |          |
| -- | ---------- | -------------------------------- | --------- | --------- | ------------ | --------------------------------------------- | -------------------- | --------- | -------- |
| 1  | 25/02/2013 | Abierto Mexicano Telcel Acapulco | Intern'l  | 235 000 $ | Terre (ext.) | Lourdes Domínguez Lino Arantxa Parra Santonja | Mariana Duque Mariño | 6-4, 7-61 | Parcours |

### Finale en simple en WTA 125
| No | Date       | Nom et lieu du tournoi | Catégorie | Dotation  | Surface      | Vainqueure        | Score    |          |
| -- | ---------- | ---------------------- | --------- | --------- | ------------ | ----------------- | -------- | -------- |
| 1  | 11/02/2013 | Copa Bionaire, Cali    | WTA 125   | 125 000 $ | Terre (ext.) | Lara Arruabarrena | 6-3, 6-2 | Parcours |

### Titre en double en WTA 125
| No | Date       | Nom et lieu du tournoi | Catégorie | Dotation  | Surface      | Partenaire           | Finalistes                         | Score            |          |
| -- | ---------- | ---------------------- | --------- | --------- | ------------ | -------------------- | ---------------------------------- | ---------------- | -------- |
| 1  | 11/02/2013 | Copa Bionaire Cali     | WTA 125   | 125 000 $ | Terre (ext.) | Mariana Duque Mariño | Florencia Molinero Teliana Pereira | 3-6, 6-1, [10-5] | Parcours |

## Parcours en Grand Chelem

### En simple dames
| Année | Open d'Australie                                  | Open d'Australie                                     | Internationaux de France                              | Internationaux de France                              | Wimbledon                                           | Wimbledon                                    | US Open                                                  | US Open           |
| ----- | ------------------------------------------------- | ---------------------------------------------------- | ----------------------------------------------------- | ----------------------------------------------------- | --------------------------------------------------- | -------------------------------------------- | -------------------------------------------------------- | ----------------- |
| 2000  | -                                                 | -                                                    | Q2 \|\| style="text-align:left" \| Giulia Casoni      | -                                                     | -                                                   | Q1 \|\| style="text-align:left" \| Kira Nagy |                                                          |                   |
| 2001  | -                                                 | -                                                    | 2e tour (1/32)                                        | Martina Hingis                                        | 1er tour (1/64)                                     | Alicia Molik                                 | 1er tour (1/64)                                          | Allison Bradshaw  |
| 2002  | -                                                 | -                                                    | Q1 \|\| style="text-align:left" \| Angelika Rösch     | Q1 \|\| style="text-align:left" \| Mireille Dittmann  | Q1 \|\| style="text-align:left" \| Jessica Lehnhoff |                                              |                                                          |                   |
| 2003  | Q1 \|\| style="text-align:left" \| Sunitha Rao    | -                                                    | -                                                     | -                                                     | -                                                   | 1er tour (1/64)                              | Nadia Petrova                                            |                   |
| 2004  | Q2 \|\| style="text-align:left" \| Libuše Průšová | 1er tour (1/64)                                      | Nadia Petrova                                         | 1er tour (1/64)                                       | Martina Navrátilová                                 | 1er tour (1/64)                              | Nicole Pratt                                             |                   |
| 2005  | 1er tour (1/64)                                   | Mashona Washington                                   | 2e tour (1/32)                                        | Daniela Hantuchová                                    | 1er tour (1/64)                                     | Virginie Razzano                             | 2e tour (1/32)                                           | Serena Williams   |
| 2006  | 2e tour (1/32)                                    | Francesca Schiavone                                  | 2e tour (1/32)                                        | Nathalie Dechy                                        | 1er tour (1/64)                                     | Tamarine Tanasugarn                          | 1er tour (1/64)                                          | Varvara Lepchenko |
| 2007  | 1er tour (1/64)                                   | Youlia Fedossova                                     | 2e tour (1/32)                                        | Jelena Janković                                       | 1er tour (1/64)                                     | Iveta Benešová                               | 1er tour (1/64)                                          | Dinara Safina     |
| 2008  | 2e tour (1/32)                                    | Virginia Ruano                                       | 1er tour (1/64)                                       | Ekaterina Makarova                                    | 1er tour (1/64)                                     | Sania Mirza                                  | Q1 \|\| style="text-align:left" \| Ekaterina Dzehalevich |                   |
| 2009  | Q2 \|\| style="text-align:left" \| Melanie Oudin  | Q2 \|\| style="text-align:left" \| Zuzana Ondrášková | -                                                     | -                                                     | Q1 \|\| style="text-align:left" \| Lilia Osterloh   |                                              |                                                          |                   |
| 2010  | -                                                 | -                                                    | Q1 \|\| style="text-align:left" \| L. Domínguez Lino  | Q1 \|\| style="text-align:left" \| Maša Zec Peškirič  | Q3 \|\| style="text-align:left" \| Sania Mirza      |                                              |                                                          |                   |
| 2012  | -                                                 | -                                                    | -                                                     | -                                                     | -                                                   | -                                            | Q3 \|\| style="text-align:left" \| Kirsten Flipkens      |                   |
| 2013  | -                                                 | -                                                    | Q1 \|\| style="text-align:left" \| Yuliya Beygelzimer | Q1 \|\| style="text-align:left" \| Anna-Lena Friedsam | Q3 \|\| style="text-align:left" \| Vera Dushevina   |                                              |                                                          |                   |

À droite du résultat, l’ultime adversaire.

### En double dames
| Année | Open d'Australie            | Open d'Australie          | Internationaux de France     | Internationaux de France   | Wimbledon                   | Wimbledon                    | US Open                     | US Open                     |
| ----- | --------------------------- | ------------------------- | ---------------------------- | -------------------------- | --------------------------- | ---------------------------- | --------------------------- | --------------------------- |
| 2005  | -                           | -                         | 2e tour (1/16) Yuliana Fedak | Likhovtseva V. Zvonareva   | 1er tour (1/32) Sanda Mamic | Domachowska S. Talaja        | 1er tour (1/32) Laura Pous  | Megan Bradley Kristi Miller |
| 2006  | 2e tour (1/16) K. Brandi    | Émilie Loit Nicole Pratt  | 1er tour (1/32) C. Granados  | J. Husárová Sania Mirza    | -                           | -                            | 2e tour (1/16) Jill Craybas | Cara Black Rennae Stubbs    |
| 2007  | 2e tour (1/16) Jill Craybas | E. Daniilídou Jasmin Wöhr | -                            | -                          | -                           | -                            | -                           | -                           |
| 2008  | -                           | -                         | 1er tour (1/32) Kaia Kanepi  | V. Azarenka Shahar Peer    | 3e tour (1/8) Kaia Kanepi   | N. Llagostera M. J. Martínez | 1er tour (1/32) Kaia Kanepi | Likhovtseva E. Rodina       |
| 2013  | -                           | -                         | 2e tour (1/16) K. Marosi     | Kudryavtseva An. Rodionova | 1er tour (1/32) K. Marosi   | Klemenschits R. Oprandi      | -                           | -                           |

Sous le résultat, la partenaire ; à droite, l’ultime équipe adverse.

### En double mixte
| Année | Open d'Australie | Open d'Australie | Internationaux de France     | Internationaux de France | Wimbledon                 | Wimbledon                  | US Open                        | US Open                     |
| 2006  | -                | -                | 2e tour (1/8) M. Fyrstenberg | K. Srebotnik N. Zimonjić | 1er tour (1/32) Petr Pála | V. Dushevina Wesley Moodie | 1er tour (1/16) M. Fyrstenberg | An. Rodionova Kevin Ullyett |

Sous le résultat, le partenaire ; à droite, l’ultime équipe adverse.

## Parcours en «Premier Mandatory» et «Premier 5»
Découlant d'une réforme du circuit WTA inaugurée en 2009, les tournois WTA « Premier Mandatory » et « Premier 5 » constituent les catégories d'épreuves les plus prestigieuses, après les quatre levées du Grand Chelem.

### En double dames
| Année | Premier Mandatory | Premier Mandatory | Premier Mandatory | Premier Mandatory | Premier Mandatory | Premier Mandatory          | Premier Mandatory       | Premier Mandatory | Premier 5 | Premier 5 | Premier 5 | Premier 5                     | Premier 5               | Premier 5 | Premier 5 | Premier 5 | Premier 5  | Premier 5  | Premier 5 | Premier 5 | Premier 5 | Premier 5 |
| Année | Indian Wells      | Indian Wells      | Miami             | Miami             | Madrid            | Madrid                     | Pékin                   | Pékin             | Dubaï     | Dubaï     | Doha      | Doha                          | Rome                    | Rome      | Canada    | Canada    | Cincinnati | Cincinnati | Tokyo     | Tokyo     | Wuhan     | Wuhan     |
| ----- | ----------------- | ----------------- | ----------------- | ----------------- | ----------------- | -------------------------- | ----------------------- | ----------------- | --------- | --------- | --------- | ----------------------------- | ----------------------- | --------- | --------- | --------- | ---------- | ---------- | --------- | --------- | --------- | --------- |
| 2012  |                   |                   |                   |                   |                   |                            |                         |                   |           |           |           |                               |                         |           |           |           |            |            |           |           |           |           |
| —     | —                 | —                 | —                 | —                 | —                 | 1er tour (1/16) V. Razzano | R. Kops-Jones A. Spears |                   |           | —         | —         | —                             | —                       | —         | —         | —         | —          | —          | —         |           |           |           |
| 2013  |                   |                   |                   |                   |                   |                            |                         |                   |           |           |           |                               |                         |           |           |           |            |            |           |           |           |           |
| —     | —                 | —                 | —                 | —                 | —                 | —                          | —                       |                   |           | —         | —         | 2e tour (1/8) M. Duque Mariño | A. Hlaváčková P. Martić | —         | —         | —         | —          | —          | —         |           |           |           |

N.B. : le nom de la partenaire se trouve sous le résultat ; le nom des ultimes adversaires se trouve à droite.

## Parcours aux Jeux olympiques

### En simple dames
| # | Date       | Nom de l'olympiade           | Surface    | Résultat        | Ultime adversaire | Score    |          |
| - | ---------- | ---------------------------- | ---------- | --------------- | ----------------- | -------- | -------- |
| 1 | 15/08/2004 | Olympic Tennis Event Athènes | Dur (ext.) | 1er tour (1/32) | Eléni Daniilídou  | 6-2, 6-1 | Parcours |

### En double dames
| # | Date       | Nom de l'olympiade           | Surface    | Résultat      | Partenaire      | Ultimes adversaires        | Score    |          |
| - | ---------- | ---------------------------- | ---------- | ------------- | --------------- | -------------------------- | -------- | -------- |
| 1 | 15/08/2004 | Olympic Tennis Event Athènes | Dur (ext.) | 2e tour (1/8) | Fabiola Zuluaga | Alicia Molik Rennae Stubbs | 6-4, 6-2 | Parcours |

## Parcours en Fed Cup
| #                                                                | Date       | Lieu                | Surface      | Gagnante(s)                | Perdante(s)                      | Score          |          |
|                                                                  |            |                     |              |                            |                                  |                |          |
| 2003 - 1er tour (groupe mondial) - France - Colombie - 5 : 0     |            |                     |              |                            |                                  |                |          |
| 1                                                                | 26/04/2003 | Andrézieux-Bouthéon | Terre (int.) | Amélie Mauresmo            | Catalina Castaño                 | 5-1, ab.       | Parcours |
|                                                                  |            |                     |              |                            |                                  |                |          |
| 2003 - Barrage (groupe mondial I) - Australie - Colombie - 3 : 2 |            |                     |              |                            |                                  |                |          |
| 2                                                                | 19/07/2003 | Wollongong          | Dur (int.)   | Alicia Molik               | Catalina Castaño                 | 7-66, 4-6, 6-2 | Parcours |
| 2                                                                | 19/07/2003 | Wollongong          | Dur (int.)   | Nicole Pratt               | Catalina Castaño                 | 6-3, 7-63      | Parcours |
| 2                                                                | 19/07/2003 | Wollongong          | Dur (int.)   | Alicia Molik Rennae Stubbs | Catalina Castaño Fabiola Zuluaga | 7-65, 6-2      | Parcours |
|                                                                  |            |                     |              |                            |                                  |                |          |
| 2008 - Barrage (groupe mondial II) - Belgique - Colombie - 5 : 0 |            |                     |              |                            |                                  |                |          |
| 3                                                                | 26/04/2008 | Mons                | Dur (int.)   | Kirsten Flipkens           | Catalina Castaño                 | 6-1, 6-0       | Parcours |

## Classements WTA en fin de saison

### En simple
| Année | 1996 | 1997 | 1998 | 1999 | 2000 | 2001 | 2002 | 2003 | 2004 | 2005 | 2006 | 2007 | 2008 | 2009 | 2010 | 2011 | 2012 | 2013 | 2014 |
| Rang  | 841  | 932  | 509  | 226  | 143  | 122  | 201  | 133  | 110  | 59   | 55   | 115  | 147  | 219  | 183  | 251  | 236  | 196  | 1073 |

Source : (en) « Classements de Catalina Castaño », sur le site officiel du WTA Tour

### En double
| Année | 1998 | 1999 | 2000 | 2001 | 2002 | 2003 | 2004 | 2005 | 2006 | 2007 | 2008 | 2009 | 2010 | 2011 | 2012 | 2013 | 2014 |
| Rang  | 500  | 458  | 437  | 316  | 361  | -    | 305  | 236  | 144  | 91   | 163  | 280  | 455  | 238  | 96   | 103  | 522  |

Source : (en) « Classements de Catalina Castaño », sur le site officiel du WTA Tour